# 민스코프 극장

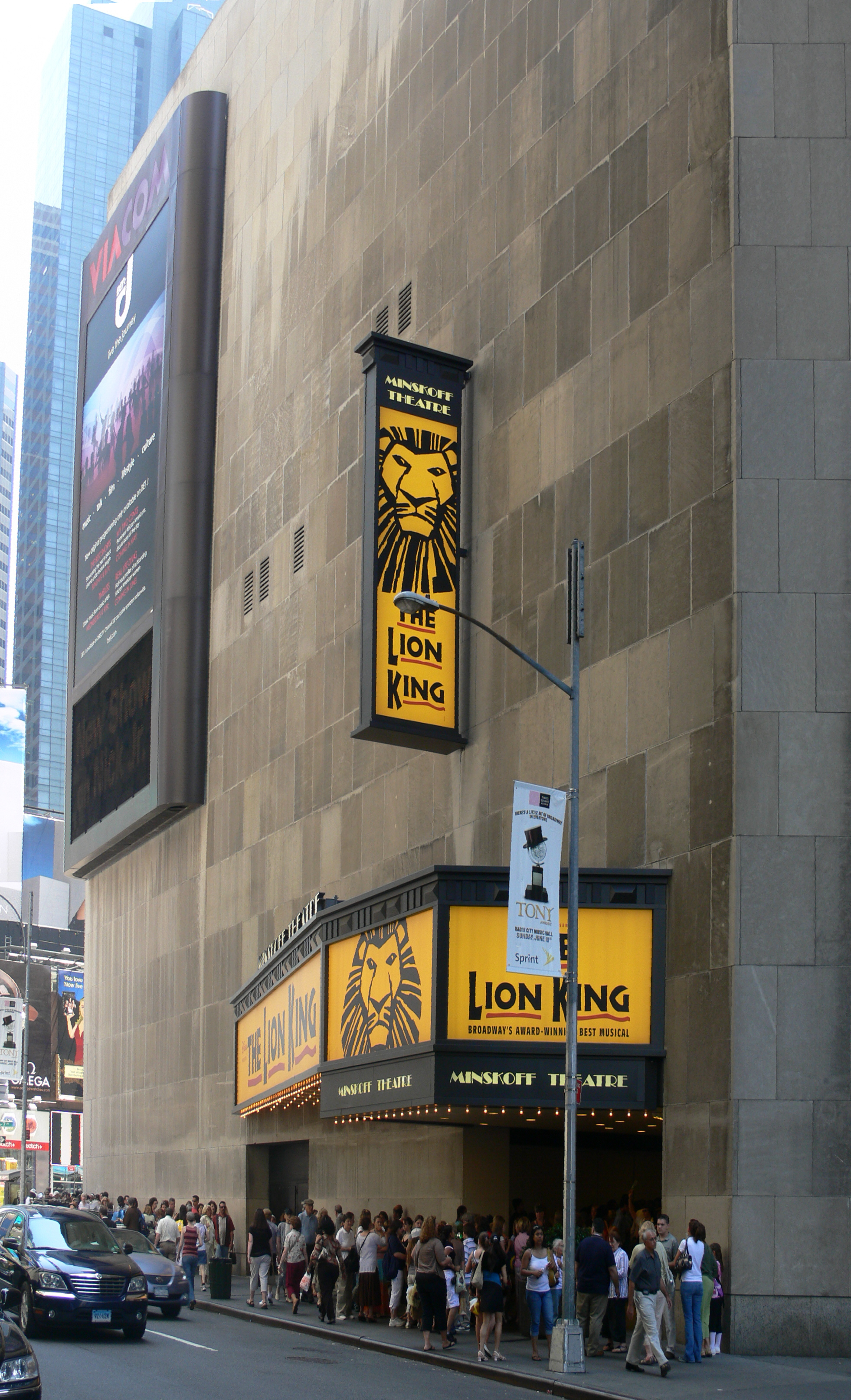
2007년 민스코프 극장의 모습

민스코프 극장(Minskoff Theatre)은 미국 뉴욕주 뉴욕 맨해튼 브로드웨이 1515번지에 위치한 극장이다. 좌석 수는 1,621석이며, 1973년 개업하였다. 현재 라이온 킹이 상연되고 있다.